# Seznam epizod serije Igra prestolov
Igra prestolov je ameriška fantazijska Drama|dramska televizijska serija, ki sta jo ustvarila David Benioff in D. B. Weiss. Serija temelji na seriji fantazijskih romanov Pesem ledu in ognja pisatelja Georgea R. R. Martina. Dogajanje serije je postavljeno na izmišljena kontinenta Westeros in Essos ter prikazuje boj za oblast med plemiškimi družinami, ki se borijo za nadzor nad Železnim prestolom Sedmih kraljestev. Serija se začne, ko je Hiša Stark pod vodstvom lorda Eddarda "Neda" Starka (Sean Bean), vpletena v spletke okoli kralja Roberta Baratheona (Mark Addy).

Serija je bila premierno predvajana 17. aprila 2011 na HBO. David Benioff in D. B. Weiss sta izvršna producenta, skupaj s Carolyn Strauss, Frankom Doelgerjem, [ernadette Caulfield in Georgeom R. R. Martinom. Snemanje serije je potekalo na več lokacijah, vključno s Hrvaško, Severno Irsko, Islandijo in Španijo. Epizode so bile predvajane ob nedeljah ob 21:00 po vzhodnem času, in epizode so dolge med 50 in 82 minut. Vseh osem sezon je na voljo na DVD, Blu-ray in Ultra HD Blu-ray.
Serija se je zaključila po osmi sezoni, ki je bila premierno prikazana 14. aprila 2019 in je obsegala šest epizod. Epizode serije so prejele številne nagrade, vključno s štirimi Primetime Emmy nagradami za izjemno dramsko serijo.
- Sezona 1

- S01E01 Zima prihaja

17. april 2011 HBO

Gospoda Neda Starka vznemirjajo zaskrbljujoča poročila dezerterja Nočne straže; kralj Robert prispe v Zimišče.
- S01E02 Kraljeva cesta

24. april 2011 HBO

Lannisterji načrtujejo, kako zagotoviti Branovo tišino; Jon in Tyrion se odpravita na Zid; Ned se na poti v Kraljevo pristanišče sooči z družinsko krizo.
- S01E03 Gospod Sneg

1. maj 2011 HBO

Jon navduši Tyriona na Črnem gradu; Ned se v Kraljevem pristanišču sooči s svojo preteklostjo in prihodnostjo; Daenerys se znajde v sporu z Viserysom.
- S01E04 Hromci, pankrti in zlomljene stvari

8. maj 2011 HBO

Ned preiskuje Arrynovo smrt; Jon sprejme ukrepe za zaščito Sama; Tyrion se znajde na napačnem mestu.
- S01E05 Volk in lev

15. maj 2011 HBO

Ned zavrne kraljevo ukaz; Tyrion pobegne enemu nevarnemu srečanju, le da se znajde v drugem.
- S01E06 Zlata krona

22. maj 2011 HBO

Ned izda sporno odredbo; Tyrion prizna svoje 'zločine'; Viserys prejme končno plačilo za Daenerys.
- S01E07 Zmagaš ali umreš

29. maj 2011 HBO

Ned se sooči s Cersei glede njenih skrivnosti; Jon sprejme zaobljube Nočne straže; Drogo obljubi, da bo Dothrakije popeljal v Kraljevo pristanišče.
- S01E08 Špičasti konec

5. junij 2011 HBO

Lannisterji izkoriščajo svojo prednost pred Starki; Robb zbere severne zaveznike svojega očeta in se odpravi na jug v vojno.
- S01E09 Baelor

12. junij 2011 HBO

Ned sprejme usodno odločitev; Robb zajame dragocenega ujetnika; Dany ugotovi, da je njena vladavina ogrožena.
- S01E10 Ogenj in kri

19. junij 2011 HBO

Na severu se dvigne nov kralj; Khaleesi najde novo upanje.
- Sezona 2

POSEBNO 0x6 Zmagaš ali umreš
24. marec 2012 HBO

Predzgodba 2. sezone Igre prestolov, ki povzema prvo sezono in daje vpogled v to, kar prihaja.
- S02E01 Sever se spominja

1. april 2012 HBO

Tyrion prispe, da bi rešil Joffreyjevo krono pred starimi in novimi grožnjami; Daenerys išče zaveznike in vodo v Rdeči puščavi.
- S02E02 Nočne dežele

8. april 2012 HBO

Arya deli skrivnost z znanim rekrutom; izvidnik se vrne k Dany z zaskrbljujočimi novicami; Theon se vrne domov na Železne otoke.
- S02E03 Kar je mrtvo, morda nikoli ne umre

15. april 2012 HBO

Tyrion izkorenini vohuna; Catelyn sreča novega kralja in kraljico; Bran sanja; Theon se utopi.
- S02E04 Vrt kosti

22. april 2012 HBO

Catelyn poskuša rešiti dva kralja pred njima samima; Tyrion vadi prisilo; Robb sreča tujca; Dany najde svojega zaveznika.
- S02E05 Duh Harrenhala

29. april 2012 HBO

Baratheonovo rivalstvo se konča; Tyrion izve za Cerseijevo skrivno orožje; Dany utrpi izgubo; Arya pobere dolg, za katerega ni vedela, da ga ima.
- S02E06 Stari bogovi in novi

6. maj 2012 HBO

Arya ima presenetljivega obiskovalca; Dany priseže, da bo vzela, kar je njeno; Joffrey sreča svoje podanike; Qhorin da Jonu priložnost, da se dokaže.
- S02E07 Človek brez časti

13. maj 2012 HBO

Jaime sreča daljnega sorodnika; Dany prejme povabilo; Theon vodi iskalno skupino; Jon se izgubi v divjini.
- S02E08 Princ Zimišča

20. maj 2012 HBO

Theon drži trdnjavo; Arya pokliče svoj dolg pri Jaqenu; Robb je izdan; Stannis in Davros se približujeta svojemu cilju.
- S02E09 Črnavoda

27. maj 2012 HBO

Tyrion in Lannisterji se borijo za svoja življenja, medtem ko Stannisova flota napada Kraljevo pristanišče.
- S02E10 Valar Morghulis

3. junij 2012 HBO

Tyrion se zbudi v novem svetu; Dany gre na čudno mesto; Jon se dokaže.
- Sezona 3

POSEBNO 0x7 Zbiranje nevihte
8. marec 2013 HBO

Predzgodba 3. sezone Igre prestolov, ki povzema prvo in drugo sezono in daje vpogled v to, kar prihaja.
- S03E01 Valar Dohaeris

31. marec 2013 HBO

Jona preizkuša kralj divjakov; Tyrion prosi za svojo nagrado;Dany odpluje v Zaliv sužnjev.
- S03E02 Temna krila, temne besede

7. april 2013 HBO

Sansa preveč govori. Shae prosi Tyriona za uslugo. Jaime najde način, kako si krajšati čas. Arya naleti na Bratovščino brez praporov.
- S03E03 Sprehod kazni

14. april 2013 HBO

Tyrion prevzame nove odgovornosti. Jona odpeljejo do Pesti prvih mož. Daenerys se sreča s sužnjelastniki. Jaime sklene dogovor.
- S03E04 In zdaj je njegova straža končana

21. april 2013 HBO

Nočna straža naredi inventuro. Varys sreča svojega boljšega. Aryo odpeljejo k poveljniku Bratovščine. Dany zamenja verigo za bič.
- S03E05 Poljubljen z ognjem

28. april 2013 HBO

Hounda sodijo bogovi; Jaimeja sodijo ljudje. Jon se izkaže; Robb je izdan. Tyrion spozna ceno porok.
- S03E06 Vzpon

5. maj 2013 HBO

Štiri hiše razmišljajo o usodnih zavezništvih. Jon in Divjaki se soočajo z zastrašujočim vzponom.
- S03E07 Medved in lepa deklica

12. maj 2013 HBO

Dany si izmenjuje darila v Yunkaiju; Brienne se sooči z mogočnim sovražnikom v Harrenhalu.
POSEBNO 0x8 Politika zakona
19. maj 2013 HBO

Ljubezen in zakon? V 'Igri prestolov' ne gresta tako dobro skupaj, saj je koncept zakonske zveze namenjen igranju moči in političnim zavezništvom. Člani igralske in snemalne ekipe ter avtor George R.R. Martin si fascinantno ogledajo to starodavno institucijo in njeno mesto v uspešni seriji HBO.
- S03E08 Drugi sinovi

19. maj 2013 HBO

Dany sreča Titanovega pankarta; Kraljevi pristan gosti kraljevo poroko.
- S03E09 Dež Castamereja

2. junij 2013 HBO

Hiša Frey združi moči s Hišo Tully. Jon se sooči s svojim najtežjim preizkusom doslej.
- S03E10 Mhysa

9. junij 2013 HBO

Joffrey izzove Tywina. Dany čaka, da vidi, ali je osvajalka ali osvoboditeljica.
- Sezona 4

POSEBNO 0x9 Led in ogenj: Napoved
9. februar 2014 HBO

Poglejte nazaj in naprej v četrto sezono uspešne serije HBO, oddaja prikazuje posnetke iz prihajajočih epizod, posnetke iz zakulisja, intervjuje z nadarjenimi in odgovore članov igralske ekipe na vprašanja oboževalcev.
POSEBNO 0x10 Politika moči: Pogled nazaj na 3. sezono
12. marec 2014 HBO

Podoživite vsak vznemirljiv, dramatičen in tragičen vrhunec iz 3. sezone "Igre prestolov" v tej obsežni funkciji. Od Daenerys, ki gradi vojsko sužnjev, do zloglasne Rdeče poroke, nobena podrobnost ni izpuščena, kot se spominjajo zvezde uspešne serije HBO.
- S04E01 Dva meča

6. april 2014 HBO

Kraljevi pristan se pripravlja na kraljevo poroko; Dany najde pot do Meereena; Nočna straža se pripravlja na novo grožnjo.
- S04E02 Lev in vrtnica

13. april 2014 HBO

Lannisterji in njihovi gostje se zberejo v Kraljevem pristanu; Stannis izgubi potrpljenje z Davosom; Ramsay najde namen za svojega ljubljenčka.
- S04E03 Razbijalec verig

20. april 2014 HBO

Tyrion razmišlja o svojih možnostih; Tywin ponudi oljčno vejico; Jon predlaga drzen načrt; Hound uči Aryo, kako stvari stojijo.
- S04E04 Varuh prisege

27. april 2014 HBO

Dany uravnava pravičnost in usmiljenje; Jaime zaupa Brienne svojo čast; Jon pripravi svoje može.
- S04E05 Prvi svojega imena

4. maj 2014 HBO

Cersei in Tywin načrtujeta naslednjo potezo krone. Dany razpravlja o prihodnjih načrtih. Jon Snow se poda na novo misijo.
- S04E06 Zakoni bogov in ljudi

11. maj 2014 HBO

Stannis in Davos odplujeta z novo strategijo. Dany se sreča s prosilci. Tyrion se sooči s svojim očetom v prestolni sobi.
- S04E07 Posmehljiva ptica

18. maj 2014 HBO

Tyrion pridobi nepričakovanega zaveznika. Daario prosi Dany, naj mu dovoli, da dela tisto, kar najbolje zna. Jonova opozorila naletijo na gluha ušesa.
- S04E08 Gora in kača

1. junij 2014 HBO

Mesto krtov prejme nekaj nepričakovanih obiskovalcev. Motivi Maloprstnika so vprašljivi.Tyrionova usoda je odločena.
- S04E09 Stražarji na Zidu

8. junij 2014 HBO

Jon Snow in ostali člani Nočne straže se soočijo z največjim izzivom za Zid doslej.
- S04E10 Otroci

15. junij 2014 HBO

Dany se sooča z nekaterimi krutimi resničnostmi; Tyrion spozna resnico o svojem položaju.
- Sezona 5

POSEBNO 0x11 Dan v življenju
8. februar 2015 HBO

Kaj je potrebno, da se sestavi 'Igra prestolov'? Preživite dan na snemanju z ljudmi, ki to omogočajo.
POSEBNO 0x14 Red Nose Day 'Igra prestolov' Muzikal
22. maj 2015 HBO

"George R.R. Martin sreča Chrisa Martina – kaj bi lahko šlo narobe?" To je Emilia Clarke v epskem, 12-minutnem videu za popolnoma lažni muzikal Game of Thrones skupine Coldplay, tik preden zapoje pesem z naslovom "Rastafarian Targaryen." Tukaj je vzorec besedila: "Pokliči me Daenerys Targaryen, ko me želiš doseči, in če čutiš ljubezen, me lahko pokličeš Khalessi." Skeč, del Red Nose Day, vključuje člane igralske zasedbe Kit Harington, Peter Dinklage, John Bradley, Rose Leslie, Charlotte Pope, Thomas Brodie-Sangster, Alfie Allen in Nikolaj Coster-Waldau, ki izvede klavirsko balado z naslovom "Closer to Home" ob fotografiji Lene Headey kot Cersei. ("Ali razmišljaš o Joffreyju? Tako živahen fant. Bil sem njegov stric, bil sem tudi njegov oče.")
- S05E01 Prihajajoče vojne

12. april 2015 HBO

Tyrion izve za zaroto in Jon je ujet med dvema kraljema.
- S05E02 Hiša črnega in belega

19. april 2015 HBO

Arya prispe v Braavos. Pod in Brienne naletita na težave. Cersei se boji za varnost svoje hčerke. Stannis skuša Jona. Svetovalec skuša Dany.
- S05E03 Visoki vrabec

26. april 2015 HBO

Cersei deli pravico; Arya vidi Večličnega boga; Tyrion hodi po Dolgem mostu Volantisa.
- S05E04 Sinovi harpije

3. maj 2015 HBO

Militantna vera postaja vse bolj agresivna. Jaime in Bronn se odpravita na jug. Ellaria in Peščene kače prisežejo maščevanje.
- S05E05 Ubij dečka

10. maj 2015 HBO

Dany sprejme težko odločitev v Meereenu. Jon rekrutira pomoč nepričakovanega zaveznika. Brienne išče Sanso.
- S05E06 Nepoklonjen, neupognjen, nezlomljen

17. maj 2015 HBO

Arya trenira. Jorah in Tyrion naletita na sužnjelastnike. Trystane in Myrcella načrtujeta. Jaime in Bronn dosežeta svoj cilj.
- S05E07 Darilo

24. maj 2015 HBO

Jon se pripravlja na spopad. Sansa poskuša govoriti s Theonom. Brienne čaka na znak. Stannis ostaja trmast.
- S05E08 Hardhome

31. maj 2015 HBO

Arya napreduje pri svojem treningu. Sansa se sooči s starim prijateljem. Cersei se bori. Jon potuje.
- S05E09 Ples zmajev

7. junij 2015 HBO

Stannis se sooči z mučno odločitvijo. Jon se vrne na Zid. Mace obišče Železno banko. Arya sreča nekoga iz svoje preteklosti.
- S05E10 Matičina milost

14. junij 2015 HBO

Stannis koraka. Dany je obkrožena z neznanci. Cersei išče odpuščanje. Jon je izzvan.
- Sezona 6

POSEBNO 0x15 Zgodba do sedaj (2016)
20. april 2016 HBO

Pred 6. sezono epske sage bo ta posebna oddaja gledalcem predstavila napete zgodbe in prepričljive like iz prvih petih sezon. Scenaristi in zvezde serije gledalcem omogočajo vpogled v ključne dogodke vsake sezone in pojasnjujejo spletke in boje za moč v deželah Westerosa in drugod.
- S06E01 Rdeča ženska

24. april 2016 HBO

Jon Snow je mrtev. Daenerys sreča močnega moškega. Cersei ponovno vidi svojo hčerko.
- S06E02 Dom

1. maj 2016 HBO

Bran gre domov. Nočna straža stoji za Thornom.
POSEBNO 0x16 Razkrita igra: *Sezona 6 Epizoda 1 & 2
1. avgust 2016 HBO
- S06E03 Kršitelj prisege

8. maj 2016 HBO

Daenerys sreča svojo prihodnost. Arya trenira, da postane Nihče.
- S06E04 Knjiga tujca

15. maj 2016 HBO

Tyrion sklene dogovor.Jorah in Daario se lotita težke naloge. Jaime in Cersei poskušata izboljšati svoj položaj.
POSEBNO 0x17 Razkrita igra: *Sezona 6, epizoda 3 in 4
1. avgust 2016 HBO
- S06E05 Vrata

22. maj 2016 HBO

Tyrion išče nenavadnega zaveznika. Bran se veliko nauči. Brienne gre na misijo. Arya dobi priložnost, da se dokaže.
- S06E06 Kri moje krvi

29. maj 2016 HBO

Stari sovražnik se vrne v sliko. Gilly spozna Samovo družino. Arya se sooči s težko izbiro. Jaime se sooči z Visokim vrabcem.
POSEBNO 0x18 Razkrita igra: *Sezona 6, epizoda 5 in 6
1. avgust 2016 HBO
- S06E07 Zlomljeni človek

5. junij 2016 HBO

Visoki vrabec si ogleduje drugo tarčo. Jaime se sooči z junakom. Arya naredi načrt. Sever je opomnjen.
- S06E08 Nihče

12. junij 2016 HBO

Medtem ko Jaime pretehta svoje možnosti, Cersei odgovori na prošnjo. Tyrionovi načrti obrodijo sadove. Arya se sooči z novim preizkusom.
POSEBNO 0x19 Razkrita igra: *Sezona 6, epizoda 7 in 8
1. avgust 2016 HBO
- S06E09 Bitka pankrtov

19. junij 2016 HBO

Poslanci sužnjev zahtevajo pogoje predaje v Meereenu. Ramsay igra na srečo v obrambi Winterfella.
POSEBNO 0x21 Anatomija prizora: Bitka pri Winterfellu
19. junij 2016 HBO
- S06E10 Vetrovi zime

26. junij 2016 HBO

Cersei se sooči z dnem obračuna. Daenerys se pripravlja na 'Veliko igro'.
- Sezona 7

POSEBNO 0x24 Zgodba do zdaj (2017)
13. julij 2017 HBO

Pred premiero sedme sezone se seznanite z vsemi dogodki v Igri prestolov s tem povzetkom dosedanje zgodbe.
- S07E01 Zmajev kamen

16. julij 2017 HBO

Jon Snow organizira obrambo Severa. Cersei poskuša izenačiti možnosti. Daenerys se vrne domov.
POSEBNO 0x26 Znotraj epizode: *Sezona 7, epizoda 1
1. avgust 2017 HBO

POSEBNO 0x33 Razkrita igra: *Sezona 7, epizoda 1
28. avgust 2017 HBO
- S07E02 Rojena v nevihti

23. julij 2017 HBO

Daenerys prejme nepričakovanega obiskovalca. Jon se sooči z uporom. Sam tvega svojo kariero in življenje. Tyrion načrtuje osvojitev Westerosa.
POSEBNO 0x27 Znotraj epizode: *Sezona 7, epizoda 2
1. avgust 2017 HBO

POSEBNO 0x34 Razkrita igra: *Sezona 7, epizoda 2
7. september 2017 HBO

Poglejte si brutalno bitko med flotami Greyjoyev v tem posnetku iz najnovejše epizode 7-delne serije iz zakulisja, Razkrita igra.
- S07E03 Kraljičina pravica

30. julij 2017 HBO

Daenerys drži dvor. Tyrion se pogaja. Cersei vrne darilo. Jaime se uči iz svojih napak.
POSEBNO 0x28 Znotraj epizode: *Sezona 7, epizoda 3
1. avgust 2017 HBO

POSEBNO 0x35 Razkrita igra: *Sezona 7, epizoda 3
11. september 2017 HBO
- S07E04 Vojni plen

6. avgust 2017 HBO

Lannisterji plačajo svoje dolgove. Daenerys pretehta svoje možnosti. Arya se vrne domov.
POSEBNO 0x29 Znotraj epizode: *Sezona 7, epizoda 4
6. avgust 2017 HBO

POSEBNO 0x37 Razkrita igra: *Sezona 7, epizoda 4
18. september 2017 HBO
- S07E05 Vzhodna straža

13. avgust 2017 HBO

Daenerys ponudi izbiro. Arya postane sumničava. Tyrion odgovori na dobro vprašanje.
POSEBNO 0x30 Znotraj epizode: *Sezona 7, epizoda 5
13. avgust 2017 HBO

POSEBNO 0x38 Razkrita igra: *Sezona 7, epizoda 5
25. september 2017 HBO
- S07E06 Onkraj zidu

20. avgust 2017 HBO

Jon in Bratovščina lovita mrtve. Arya se sooči s Sanso. Tyrion razmišlja o prihodnosti.
POSEBNO 0x31 Znotraj epizode: *Sezona 7, epizoda 6
20. avgust 2017 HBO

POSEBNO 0x39 Razkrita igra: *Sezona 7, epizoda 6
2. oktober 2017 HBO
- S07E07 Zmaj in volk

27. avgust 2017 HBO

Tyrion poskuša rešiti Westeros pred samim seboj. Sansa dvomi o zvestobi.
- Sezona 8

POSEBNO 0x42 Profil 60 minut
14. april,2019 HBO

POSEBNO 0x43 Zgodba do zdaj (2018)
13. april 2019 HBO

Spremljajte vseh sedem sezon globalnega fenomena Igre prestolov, medtem ko vas oboževalci in člani igralske zasedbe popeljejo skozi zgodbo do zdaj.
POSEBNO 0x44 Igralska zasedba se spominja
8. april 2019 HBO

Prvi dnevi na snemanju, najljubši kostumi in prizori, ki jih ne bodo nikoli pozabili: igralci se ozirajo na snemanje osmih sezon Igre prestolov.
- S08E01 Zimišče

14. april 2019 HBO

Ob prihodu v Zimišče se Jon in Daenerys trudita združiti razdeljeni Sever.
POSEBNO 0x45 Razkrita igra: 8. sezona, 1. epizoda
15. april 2019 HBO

"To je zadnjič, da bomo to počeli."
POSEBNO 0x46 Znotraj epizode: 8. sezona, 1. epizoda
14. april 2019 HBO

Producenti in scenaristi Igre prestolov ponujajo vpogled v zakulisje prve epizode zadnje sezone fantazijske epopeje. (S8, ep 1)
- S08E02 Vitez sedmih kraljestev

21. april 2019 HBO

Jaime zagovarja svoj primer pred skeptičnim občinstvom.
POSEBNO 0x47 Razkrita igra: 8. sezona, 2. epizoda
22. april 2019 HBO

POSEBNO 0x48 Znotraj epizode: 8. sezona, 2. epizoda
21. april 2019 HBO
- S08E03 Dolga noč

28. april 2019 HBO

Arya želi dokazati svojo vrednost kot borka.
POSEBNO 0x49 Razkrita igra: 8. sezona, 3. epizoda
29. april 2019 HBO

Igralska zasedba in ekipa osvetljujejo izjemno 11-tedensko nočno snemanje, ki je kulminiralo v najdaljši epizodi Igre prestolov do zdaj.
POSEBNO 0x50 Znotraj epizode: 8. sezona, 3. epizoda
28. april 2019 HBO

Ustvarjalca serije David Benioff in D.B. Weiss preučujeta zmage in poraze epizode.
- S08E04 Zadnji od Starkov

5. maj 2019 HBO

Po dragi zmagi se Jon in Daenerys ozirata na jug, medtem ko Tyrion razmišlja o kompromisu, ki bi lahko rešil nešteto življenj.
POSEBNO 0x51 Razkrita igra: 8. sezona, 4. epizoda
5. maj 2019 HBO

POSEBNO 0x52 Znotraj epizode: 8. sezona, 4. epizoda
5. maj 2019 HBO
- S08E05 Zvonovi

12. maj 2019 HBO

Daenerys in Cersei pretehtata svoje možnosti, medtem ko se v Kraljevem pristanku bliža epski konflikt.
- S08E06 Železni prestol

19. maj 2019 HBO

Usoda Sedmih kraljestev je na kocki, ko se piše zadnje poglavje Igre prestolov.

### Navedbe
1. ↑  Fowler, Matt (8. april 2011). »Game of Thrones: "Winter is Coming" Review«. IGN. Arhivirano iz spletišča dne 17. avgusta 2012. Pridobljeno 22. septembra 2016.
2. ↑  Fleming, Michael (16. januar 2007). »HBO turns Fire into fantasy series«. Variety. Arhivirano iz spletišča dne 16. maja 2012. Pridobljeno 3. septembra 2016.
3. 1 2  »Game of Thrones«. Emmys.com. Arhivirano iz spletišča dne 13. aprila 2017. Pridobljeno 17. septembra 2016.
4. ↑  Roberts, Josh (1. april 2012). »Where HBO's hit 'Game of Thrones' was filmed«. USA Today. Arhivirano iz prvotnega spletišča dne 1. aprila 2012. Pridobljeno 8. marca 2013.
5. ↑  Schwartz, Terri (28. januar 2013). »'Game of Thrones' casts a bear and shoots in Los Angeles for major Season 3 scene«. Zap2it. Arhivirano iz prvotnega spletišča dne 16. oktobra 2013. Pridobljeno 8. marca 2013.
6. ↑  Burgen, Stephen (6. julij 2014). »Game of Thrones fifth series: more than 10,000 Spaniards apply to be extras«. The Guardian. Arhivirano iz spletišča dne 21. decembra 2016. Pridobljeno 9. septembra 2016.
7. ↑  Thomas, June (29. marec 2012). »How Much Gold Is Game of Thrones Worth«. Slate. Arhivirano iz spletišča dne 2. septembra 2016. Pridobljeno 5. junija 2014.
8. ↑  Dwilson, Stephanie Dube (19. junij 2016). »'Game of Thrones' Season 6 Episode 9: What Time & Channel Does It Air Tonight?«. Heavy.com. Arhivirano iz spletišča dne 25. avgusta 2016. Pridobljeno 9. septembra 2016.
9. ↑  »Game of Thrones«. HBO. Arhivirano iz spletišča dne 25. decembra 2018. Pridobljeno 3. septembra 2016.
10. ↑  Hibberd, James (30. julij 2016). »Game of Thrones: HBO confirms season 8 will be last«. Entertainment Weekly. Arhivirano iz spletišča dne 1. septembra 2016. Pridobljeno 30. julija 2016.
11. ↑  Wagmeister, Elizabeth (12. marec 2017). »'Game of Thrones': 10 Behind-the-Scenes Secrets We Learned From the SXSW Panel«. Variety. Arhivirano iz spletišča dne 12. marca 2017. Pridobljeno 12. marca 2017.
12. ↑  Patten, Dominic (13. januar 2019). »'Game Of Thrones' Final Season Debut Date Revealed By HBO With New Tease«. Deadline Hollywood. Arhivirano iz spletišča dne 3. februarja 2019. Pridobljeno 14. januarja 2019.